# Szumy (Krakszle)
Szumy (lit. Šumas) − dawniej samodzielna wieś, obecnie zachodnia część wsi Krakszle (lit. Krokšlys) na Litwie. Leży w gminie Koniawa w rejonie orańskim, w okręgu olickim.
W dwudziestoleciu międzywojennym miejscowość leżała w Polsce, w województwie białostockim, w powiecie grodzieńskim, w gminie Berszty. Według Powszechnego Spisu Ludności z 1921 roku wieś Szumy zamieszkiwało 161 osób, wśród których 150 było wyznania rzymskokatolickiego, 8 prawosławnego a 3 mojżeszowego. Jednocześnie 2 mieszkańców zadeklarowało białoruską przynależność narodową, 3 żydowską a 156 inną. Były tu 34 budynki mieszkalne. 16 października 1933 utworzyła gromadę Szumy w gminie Berszty. Po II wojnie światowej weszła w struktury ZSRR.
Wieś Krakszle, po drugiej stronie rzeki Uły, a do której Szumy obecnie należą, posiada zupełnie odrębną historię administracyjną. Krakszle należały do guberni wileńskiej, podczas gdy Szumy należały do guberni grodzieńskiej. Za II RP Szumy należały do gminy Berszty w powiecie grodzieńskim w województwie białostockim, natomiast Krakszle do gminie Orany w powiecie wileńsko-trockim w województwie wileńskim. Po wojnie wsie połączono.